# Incendie du Cuba Libre
L'incendie du Cuba Libre, bar situé au no 44 avenue Jacques-Cartier à Rouen, en France, survient dans la nuit du 5 au 6 août 2016 et fait quatorze morts et cinq blessés graves.
L'incendie s’est déclenché accidentellement à partir de bougies décoratives à l'occasion d'un anniversaire organisé au sous-sol de l'établissement, transformé sans autorisation en boîte de nuit.
L'enquête a relevé plusieurs manquements à la sécurité : accès étroit, porte de secours verrouillée, isolation acoustique en matériau extrêmement inflammable et absence de système de désenfumage ou d’alarme.
C'est l'incendie le plus meurtrier dans un bar ou un dancing survenu en France depuis celui du 5-7 à Saint-Laurent-du-Pont en 1970 qui avait fait 146 victimes.

## LeCuba Libre

### Historique
Le bar était géré par Nacer Boutrif, 45 ans, et son frère Amirouche, 37 ans.
Selon une expertise ultérieure, « cet établissement recevant du public (ERP) aurait dû être classé en 4e catégorie et non en 5e catégorie. ». Le bar aurait dû respecter des normes plus strictes, accepter un passage de la commission de sécurité, bénéficier d’un arrêté d’ouverture signé du maire et faire l’objet de contrôles réguliers.
Les gérants avaient fait installer de la mousse isolante en polyuréthane hautement inflammable. Ils avoueront plus tard ignorer la nature exacte des matériaux utilisés. Ils avaient fait installer cette mousse isolante après avoir reçu des plaintes pour tapage nocturne.

## L'incendie

### Déclenchement
Dans la nuit du 5 au 6 août 2016, un groupe d’amis fête les 20 ans de leur amie Ophélie.
Alors qu'une amie apporte le gâteau d'anniversaire, elle trébuche et une bougie «feu de Bengale » déclenche un incendie dans l’escalier qui mène à la cave. Le feu se propage à la mousse isolante.
Les pompiers arrivent sur place à 0h27.

### Bilan humain
Treize jeunes périssent durant la nuit. Une quatorzième personne, alors en urgence absolue, décèdera un mois plus tard, ce qui porte le bilan à quatorze victimes.

### Identification des victimes
L'identification des corps fut particulièrement éprouvante pour les familles des victimes. Le père de Mégane, 20 ans, décédée dans l’incendie, déclare : « Il a fallu l’identifier. Je me souviens des mots de sa maman, elle a dit “oui c’est elle”. Je me suis approché, c’était bien elle. Elle ne bougeait plus. On lui a fait un bisou et on est parti. ».
Un autre parent dira : « Lorsque je suis entrée dans cette pièce blanche, j’ai découvert ma poupée [sa fille]. Toute noire. Ses yeux étaient brûlés, je ne voyais plus ses cheveux blonds. Cette odeur de brûlé quand je l’ai embrassée ne me quittera jamais. »

## Conséquences

### Conséquences sur les autres établissements de Rouen
À la suite de ce drame, l’ensemble des vingt-quatre bars à ambiance musicale de la ville de Rouen ont été inspectés. Selon le maire, Yvon Robert, quatorze établissements ont dû être totalement ou partiellement fermés pour des travaux de mise aux normes.

### Conséquences judiciaires
Le gérant du bar et son frère sont jugés pour « homicides et blessures involontaires par violation manifestement délibérée d'une obligation de sécurité et de prudence. ». Cent-quarante parties civiles sont présentes.
Le 22 octobre 2019, le tribunal correctionnel de Rouen condamne les deux responsables de l'établissement à cinq ans de prison, dont trois ferme,.
En janvier 2020, ils bénéficient d'une libération conditionnelle. Comme toutes les personnes condamnées à de la prison ferme, la loi permet de libérer un détenu avant la fin de sa peine, sous certaines conditions. La demande peut se faire une fois terminée la première moitié de la peine, si le détenu manifeste des efforts sérieux de réinsertion. Le détenu qui bénéficie de libération conditionnelle est libre, mais il doit respecter les conditions qui lui ont été imposées lors de sa libération.
Dans le cas des gérants du Cuba Libre, « le juge de l'application des peines les avait admis en libération conditionnelle lors d'un jugement en novembre 2020, en considérant qu'ils remplissaient les conditions légales. Ils avaient commencé à indemniser les victimes et ils ont trouvé un travail à durée indéterminée », indique Frédéric Benet-Chambellan, procureur général de la cour d'appel de Rouen. Les deux hommes devront en effet payer plusieurs centaines de milliers d’euros aux nombreuses parties civiles.
Mais le parquet du Havre a aussitôt fait appel de cette décision de libération anticipée, la considérant « prématurée au regard de l'émoi suscité par le drame dans l'opinion publique ». C'est donc la cour d'appel de Rouen qui a tranché le 15 février et confirmé la décision du juge de l'application des peines. « Elle a jugé que les frères Boutrif remplissaient toutes les conditions », explique le procureur général près la cour d'appel de Rouen. Les deux hommes sont finalement libérés mais porteront un bracelet électronique,.
Cette décision a été contestée par les familles de victimes. L'une d'entre elles déclare à ce sujet : « Je suis blasée… je m'étais dit qu'avec ces trois ans ferme il y avait une justice. Et maintenant on apprend qu'ils sont relâchés au bout de moins d'un an et demi. ».

### Commémoration
En octobre 2018, une stèle commémorative est posée avenue Jacques-Cartier en mémoire des victimes.